# Pyrenula microcarpa
Pyrenula microcarpa är en lavart som beskrevs av Müll. Arg. Pyrenula microcarpa ingår i släktet Pyrenula och familjen Pyrenulaceae.   Inga underarter finns listade i Catalogue of Life.